# Estanciano EC
Estanciano EC is een Braziliaanse voetbalclub uit Estância in de staat Sergipe.

## Geschiedenis
De club werd opgericht in 1956. De club speelde vanaf 1972 sporadisch in de hoogste klasse van het Campeonato Sergipano. Sinds 2013 is de club terug een vaste waarde in de competitie. Na een tweede plaats in 2015 nam de club deel aan de Série D en plaatste zich voor de tweede ronde, waar ze verloren van Ríver.